# Microlepidogaster
Microlepidogaster es un género de pequeños peces de agua dulce de la familia Loricariidae en el orden Siluriformes. Sus 5 especies habitan en aguas cálidas de América del Sur. La mayor especie alcanza una longitud total que ronda los 5 cm.

## Distribución
Microlepidogaster habita en cuencas fluviales que drenan hacia el Atlántico, comprendidas en la cuenca del Plata, y de ella, específicamente al río alto Paraná, en el sudeste del Brasil, por lo que sería un género endémico de la Ecorregión de agua dulce Paraná superior.

## Taxonomía
Este género fue descrito originalmente en el año 1889 por los ictiólogos estadounidenses Rosa Smith Eigenmann y Carl H. Eigenmann, este último nacido en Alemania.     
Especies
Este género se subdivide en 5 especies:
- Microlepidogaster arachas de Oliveira Martins, Calegari & Langeani, 2013
- Microlepidogaster bourguyi A. Miranda-Ribeiro, 1911
- Microlepidogaster dimorpha de Oliveira Martins & Langeani, 2011
- Microlepidogaster longicolla Calegari & R. E. dos Reis, 2010
- Microlepidogaster perforatus C. H. Eigenmann & R. S. Eigenmann, 1889